# Thuit-Hébert
Thuit-Hébert foi uma antiga comuna francesa na região administrativa da Normandia, no departamento de Eure. Estendia-se por uma área de 3,68 km². Em 2010 a comuna tinha 314 habitantes (densidade: 85,3 hab./km²).
Em 1 de janeiro de 2016, passou a formar parte da nova comuna de Grand Bourgtheroulde.